# Paraceliptera
Paraceliptera är ett släkte av fjärilar. Paraceliptera ingår i familjen nattflyn.
Kladogram enligt Catalogue of Life:
| Paraceliptera | \| \| Paraceliptera codo \| \| \| \| \| \| Paraceliptera guerronis \| \| \| \| |
|               | \| \| Paraceliptera codo \| \| \| \| \| \| Paraceliptera guerronis \| \| \| \| |
|               | Paraceliptera codo                                                             |
|               |                                                                                |
|               | Paraceliptera guerronis                                                        |
|               |                                                                                |